# Lana Gogoberidse

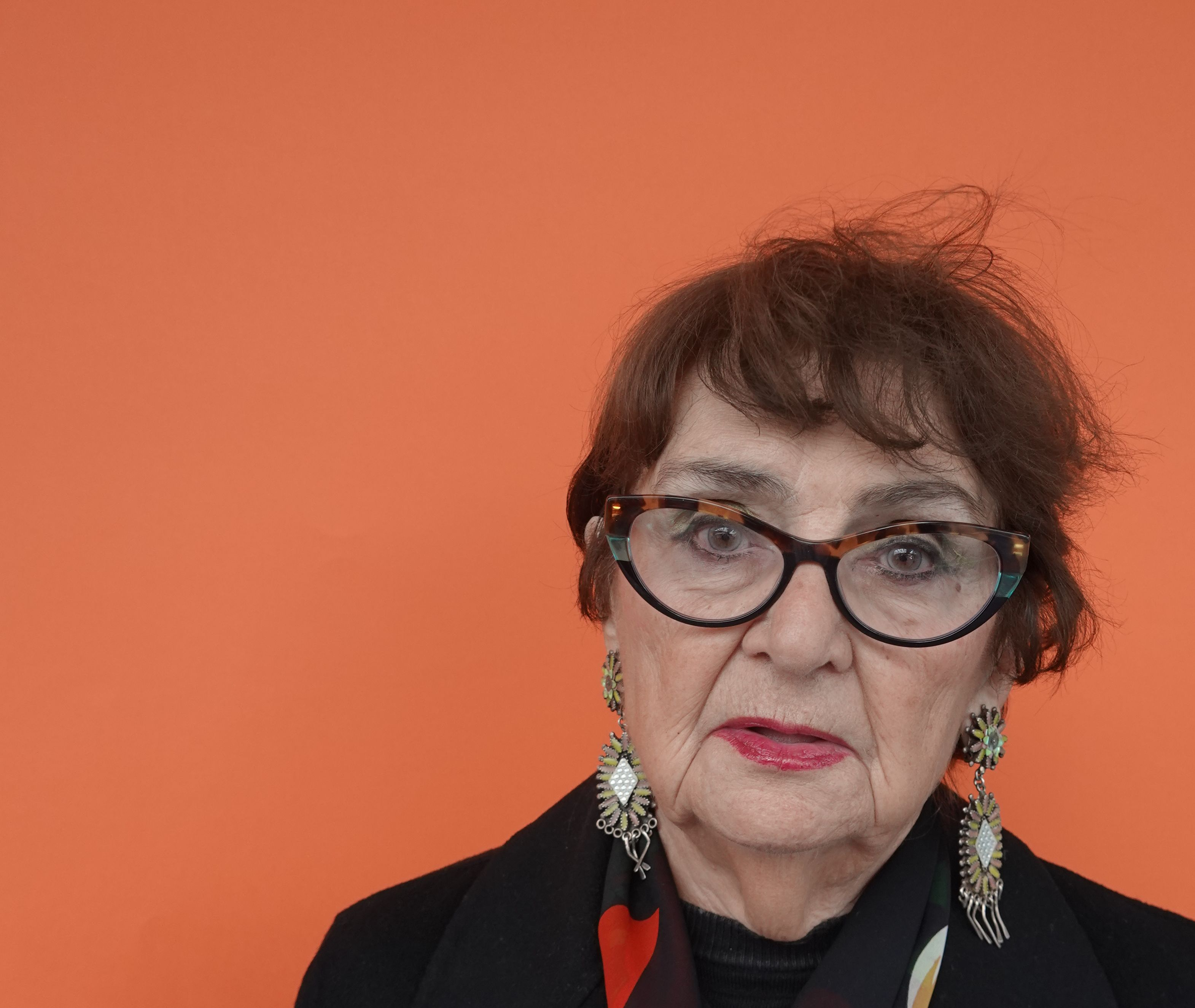
Lana Gogoberidze, 2021 am Festival „Brücke Zürich-Tbilissi“ im Filmpodium Zurich.

Lana Lewanowna Gogoberidse (russisch Лана Левановна Гогоберидзе, georgisch ლანა ლევანის ასული ღოღობერიძე Lana Lewanis Assuli Ghoghoberidse; * 13. Oktober 1928 in Tiflis, Georgische SSR, Sowjetunion) ist eine georgische Filmregisseurin, Politikerin und ehemalige Botschafterin in Frankreich.

## Leben und Werk
Lana Gogoberidse wurde am 13. Oktober 1928 in Tiflis geboren. Ihr Vater Lewan Dawidowitsch Ghoghoberidse (1896–1937, auch Lewan Ghoghoberidse) war 1930 Erster Sekretär der Kommunistischen Partei der Georgischen SSR. Während den Stalinschen Säuberungen wurde er hingerichtet. Sie wuchs bei ihren Tanten auf, da ihre Mutter Nuza Gogoberidse (1902–1966), die erste Spielfilmregisseurin der Sowjetunion, zu zehn Jahren Verbannung in Sibirien verurteilt wurde. Gogoberidse studierte Anglistik an der Universität Tiflis und anschließend bis 1958 Regie am Gerassimow-Institut für Kinematographie (WGIK) in Moskau. Im Film Mtsvervalta dampkrobni hatte sie 1952 ihr Debüt als Schauspielerin gegeben.
Gogoberidse meisterte die Probleme mit der sowjetischen Zensur und zeigte ihre Filme international. Bei fast allen ihren Werken war sie auch Drehbuchautorin. Als eine der „bedeutendsten georgischen Filmemacherinnen“ wurde sie Mitbegründerin und erste Präsidentin des Verbandes Kino Women International (KIWI). Sie leitete die Abteilung Regie der Rustaweli Theaterschule und des Filmstudios Kartuli Pilmi (heute Georgia Film). Im Jahr 1984 war sie Mitglied der Jury der Internationalen Filmfestspiele Berlin 1984 (Berlinale).
Drei von Gogoberidses Filmen wurden für die Hauptpreise internationaler Filmfestspiele nominiert: Der Tag ist länger als die Nacht 1984 für die Goldene Palme der Filmfestspiele von Cannes, Oromtriali 1987 für den Grand Prix des Tokyo International Film Festivals und der Der Walzer auf der Petschora 1992 für den Goldenen Löwe der Filmfestspiele von Venedig. Letzterer erhielt den „Preis der Ökumenischen Jury (Forum)“ der Berlinale 1993. Oromtriali wurde in Tokio mit dem Preis für die beste Regie ausgezeichnet. Für besondere Verdienste erhielt Gogoberidse den Würdigungspreis der Stadt Freistadt beim Heimatfilmfestival 2019. Im Jahr 2022 nahm sie an das Wiesbadener Filmfest GoEast teil, wo ihr eine Hommage mit einer Retrospektive ihrer Spielfilme gewidmet wurde.
Nach dem Zerfall der Sowjetunion und der Unabhängigkeit ihres Landes engagierte sich Gogoberidse in der Politik. Von 1992 bis 1995 war sie Abgeordnete im georgischen Parlament. Für die Georgische Bürgerunion erhielt sie im Juni 1996 den Beobachterstatus bei den Sitzungen des Europarats. Vom 26. April 1999 bis 24. Januar 2000 war sie Delegierte bei den Parlamentarischen Versammlungen. Zuletzt war sie 2004 einige Monate georgische Botschafterin ad interim in Paris.
Seit 1958 mit dem Architekten Wladimir Schalwowitsch Alexi-Meschischwili (1915–1978) verheiratet, wurde Gogoberidse Mutter von zwei Töchtern.

## Filmografie
Schauspielerin:
- 1952: Mtsvervalta dampkrobni

Regie
- 1958: Gelati
- 1959: Tbilisi 1500 tslisaa (Kurz- und Dokumentarfilm)
- 1981: Tserilebi shvilebtan (Fernsehfilm)

Regie und Drehbuch:
- 1961: Erti tsis kvesh
- 1965: Me vkhedav mzes
- 1968: Peristsvaleba
- 1972: Als die Mandelbäume blühten (Rotsa akvavda nushi)
- 1975: Aurzari salkhinetsi
- 1978: Einige Interviews zu persönlichen Fragen (Neskolko interwju po litschnym woprossam)
- 1983: Der Tag ist länger als die Nacht (Dges game utenebia)
- 1992: Der Walzer auf der Petschora (Valsi Pechoraze)
- 1987: Hin und her (Oromtriali)
- 2019: Okros dzapi
- 2024: Nutsa und Lana Gogoberidze oder die Dunkelheit ist niemals vollkommen (Deda-Schwili an ghame ar aris arassodes bolomde bneli)

## Auszeichnungen
- 1987: Beste Regie für Oromtriali, Tokyo International Film Festival
- 1993: Preis der Ökumenischen Jury (Forum), Internationale Filmfestspiele Berlin
- 2019: Würdigungspreis der Stadt Freistadt, Heimatfilmfestival